# Giovanni Merloni
Giovanni Merloni (Cesena, 2 giugno 1873 – Roma, 30 ottobre 1936) è stato un politico, giornalista e antifascista italiano.
Esponente di primo piano del socialismo riformista in età giolittiana. Il suo pensiero è stato importante per lo sviluppo ideologico del Partito Socialista Italiano e del suo rapporto con il movimento operaio internazionale.

## Biografia

### Gli inizi
Merloni nasce da Raffaele e Cleta Alessandri. Ancor prima della laurea in lingue, conseguita a Venezia, risulta tra gli iscritti al nascente partito socialista già nel 1892.
Nel 1898 a seguito della repressione del governo Pelloux è arrestato e processato per incitamento all'odio tra le classi e per aver cantato l'inno dei lavoratori durante un comizio a Cervia. Condannato a quattro mesi di prigione riesce a riparare a Londra prima di beneficiare dell'amnistia. In questi anni affianca alla militanza politica l'attività di pubblicista scrivendo per Critica Sociale e per il Messaggero.
Il 1900 segna il trasferimento nella Capitale dove viene assunto all'Avanti! diretto da Leonida Bissolati. Resterà al giornale come caporedattore per cinque anni fino al 1905. Nell'autunno dello stesso anno sarà inviato dal Messaggero a seguire il Congresso coloniale italiano ad Asmara. Delegato della federazione di Cesena al congresso di Roma del 1900, appoggiò la linea del “programma minimo” mostrando un approccio gradualista, ispirato più al positivismo che al marxismo.
La conoscenza delle lingue gli consentì di curare per un decennio la rubrica “Nel movimento internazionale” su Critica Sociale. In essa venivano affrontati i maggiori temi che attraversavano in quegli anni i partiti socialisti e laburisti europei. Temi che Merloni contribuì a inserire nel dibattito prima del partito e in seguito del gruppo parlamentare.
Terminata l'esperienza al quotidiano socialista collaborerà con Il Tempo, La Gazzetta del Popolo, Il Comune moderno, rivista della Lega dei comuni socialisti, Il Resto del Carlino, Giornale di Sicilia, I Problemi del lavoro (che contribuì a fondare), La Rivista municipale, organo dell'Anci, oltre che a essere corrispondente del Daily Citizen di Londra, quotidiano laburista del Regno Unito.

### L'esperienza parlamentare
Dopo aver ricoperto la carica di consigliere comunale a Cesena e consigliere provinciale a Forlì, nel 1913 viene eletto alla Camera dei deputati nel collegio di Grosseto. Rieletto nel 1919 e nel 1921 nel collegio riunito di Siena-Arezzo-Grosseto, la sua esperienza parlamentare durerà fino al 1924.
Membro della direzione del partito entrò a far parte della Giunta generale del bilancio e in seguito ricoprì la carica di segretario del gruppo parlamentare socialista alla Camera.
Amico di Filippo Turati, Leonida Bissolati, Andrea Costa e Nicolò Barbato diventerà in breve tempo uno degli esponenti più importanti della corrente riformista.
La sua riflessione, ben espressa in numerosi articoli, riguardava i temi classici del socialismo dell'epoca: i contrasti del capitalismo internazionale, il pacifismo, le riforme, la crisi istituzionale ed economica, l'antimilitarismo.
Sul fronte parlamentare i temi che più lo impegnarono furono la legislazione del lavoro (in particolare gli interessi di ferrovieri e postelegrafonici), la battaglia per la laicità e quella per l'allargamento del diritto di voto a tutti, comprese le donne. L'insistenza su questo tema fu tale che nel 1910 Filippo Turati, Anna Kuliscioff e Gaetano Salvemini gli affidarono il coordinamento di un comitato di agitazione per il suffragio universale.
Le ragioni del Merloni sono bene espresse nell'opuscolo scritto nel 1910 “Vogliamo il suffragio universale”.
In seno al partito insistette affinché tutte le sezioni si dotassero di personale dedito esclusivamente alla propaganda. Scriveva infatti:
(Giovanni Merloni, Prima del congresso. I segretariati locali, in “Avanti!” 7 settembre 1900)

### Massoneria
Merloni fu iniziato nel 1906 nella Loggia di rito simbolico “Roma”, fondata nella capitale dallo svizzero Federigo Wassmuth-Ryf. Passato al grado di compagno e poi di maestro nel 1908, venne eletto membro del consiglio dell'ordine del Grande Oriente d'Italia in rappresentanza della Gran Loggia di rito simbolico nel 1912.
Con altri esponenti socialisti fu al centro della polemica, che si trascinerà per anni, sulla presunta incompatibilità tra militanza socialista e appartenenza alla massoneria. La questione venne posta al congresso di Bologna del 1904, a seguito del quale il partito organizzò un referendum per conoscere il parere degli iscritti. La consultazione ebbe scarsa partecipazione e il problema venne riproposto all'XI congresso del 1910. In questa occasione il gruppo dirigente socialista affidò al Merloni una relazione sul rapporto tra massoneria e socialismo che avrà come titolo “Azione e legislazione anticlericale” in cui viene ipotizzata un'alleanza con liberali, radicali, repubblicani per la comune battaglia a favore della laicità. Durante il congresso molti chiedono una votazione per appello nominale in modo da condannare gli esponenti socialisti appartenenti alla massoneria. La votazione non avrà luogo e il tema continuò ad alimentare il dibattito in seno al partito e sui giornali d'opinione vedendo il significativo intervento di Alberto Beneduce anch'egli massone e socialista.
Merloni nel frattempo veniva eletto nel comitato centrale dell'Associazione nazionale del libero pensiero e precisava sull'Avanti!:
(Giovanni Merloni, Massoneria e partito socialista, in "Avanti!", 27 novembre 1910)

### Antifascismo e confino politico
Con l'avvento del fascismo, di cui Merloni non aveva esitato a denunciare le nefandezze sin dal 1921, fu costantemente sorvegliato dal regime sia per il suo passato socialista che per la sua mai rinnegata appartenenza alla massoneria. Le logge infatti erano state soppresse nel 1925 ma spesso gli affiliati erano rimasti in contatto tra loro.
In seguito a una delazione vengono intercettate alcune lettere e nella primavera del 1936 Merloni e altri antifascisti vennero arrestati. L'accusa era di voler ricostituire le file massoniche a Roma attraverso contatti con Parigi dove nel frattempo era stato ricostituito il Grande Oriente d'Italia. Si proclamò sempre innocente e, tra gli arrestati, gli venne inflitta la pena più severa: considerato dalle autorità “elemento capace di svolgere propaganda sovversiva” venne condannato dal Regime tramite il Tribunale speciale per la difesa dello Stato a cinque anni di confino politico da scontare nel comune calabrese di Cariati in provincia di Cosenza.
La moglie Filomena, pochi mesi dopo, chiese e ottenne di poterlo raggiungere a causa di un peggioramento nelle sue condizioni di salute ma mentre è in viaggio il marito viene colpito da emorragia cerebrale. Le disposizioni ministeriali si intensificano al fine di evitare un morto scomodo per il regime. Arriva così la liberazione condizionale ma è troppo tardi: la mancanza di adeguate cure, la lentezza della burocrazia e la difficoltà del viaggio di ritorno peggiorano la salute del Merloni che muore poco dopo essere rientrato a Roma.
Il figlio Raffaele, avvocato e partigiano, fu deputato nella prima legislatura della Repubblica nelle file del PSI.